# Anton Menner
Anton „Toni“ Lukas Menner (* 25. Juli 1994 in Graz) ist ein österreichischer Volleyball-Nationalspieler.

## Karriere
Menner begann im Alter von zehn Jahren mit dem Volleyball. Von 2012 bis 2015 spielte er bei UVC Graz. 2014 gab der Außenangreifer sein Debüt in der österreichischen Nationalmannschaft. Mit Graz gewann er 2015 den österreichischen Pokal. Danach war er jeweils eine Saison bei Union Volleyball Waldviertel und SK Posojilnica Aich/Dob aktiv. In der Saison 2017/18 spielte er beim slowakischen Verein SPU Bystrina Nitra. Anschließend wechselte er nach Tschechien zu VK Ostrava. 2019 wurde Menner vom deutschen Bundesligisten VfB Friedrichshafen verpflichtet. Im gleichen Jahr nahm er mit Österreich an der Europameisterschaft teil.
Menner spielte bei den Junioren auch Beachvolleyball. 2011 nahm er mit Christoph Dressler an der Junioren-Weltmeisterschaft in Umag teil und wurde mit Florian Ertl Neunter der U18-Europameisterschaft in Vilnius. 2012 kam er mit Martin Ermacora bei der U20-EM in Hartberg auf den 13. Platz. Beim gleichen Wettbewerb wurde er 2013 mit Benedikt Kattner Fünfter.